# María de Nassau
La condesa María de Nassau (Breda, 7 de febrero de 1556 - Buren, 10 de octubre de 1616) fue la segunda hija de Guillermo de Orange y Ana de Egmond.

## Biografía
Al comienzo de la guerra de los ochenta años que las provincias del norte de los Países Bajos mantenían contra España, el Duque de Alba tomó como rehén a su hermano Felipe Guillermo, primogénito de Guillermo de Orange, y lo envió a España donde permanecería hasta 1610, cuando pudo volver una vez firmada la Tregua de los doce años. María defendió vigorosamente los derechos de su hermano católico al título de Príncipe de Orange y a la baronía de la ciudad de Breda, contra las pretensiones del hermanastro de ambos, Mauricio de Nassau. Asimismo, reclamó la custodia de las posesiones de Felipe Guillermo durante su estancia en España, lo que provocó una disputa legal con Mauricio.
Los planes de su padre y de su hermano Mauricio incluían su matrimonio con el hijo del duque de Aerschot, para atraer a éste como aliado en su lucha contra los españoles, pero María rehusó y su pretendiente terminó aliándose con los españoles en 1584. 
El 2 de febrero de 1595 María se casó en Buren con el conde Felipe de Hohenlohe (fallecido en 1606). La pareja no tuvo hijos. 
Murió en Buren en 1616; está enterrada en esta misma ciudad en la iglesia reformada neerlandesa de San Lamberto.